# 黑恩斯泰因
黑恩斯泰因是奥地利下奥地利州巴登县的一个市镇。总面积46.58平方公里，总人口1408人，人口密度30.2人/平方公里（2005年）。